# Лорейн (Огайо)
Лорейн (англ. Lorain) — місто (англ. city) в США, в окрузі Лорейн штату Огайо. Населення — 65 211 особа (2020). Розташоване на захід Клівленда, на березі озера Ері. У місті розташоване завод Ford Motor Company, що припинив виробництво 14 грудня 2005.

## Географія
Лорейн розташований за координатами 41°26′20″ пн. ш. 82°10′47″ зх. д. / 41.43889° пн. ш. 82.17972° зх. д. (41.438805, -82.179722).  За даними Бюро перепису населення США в 2010 році місто мало площу 62,54 км², з яких 61,31 км² — суходіл та 1,23 км² — водойми.

## Демографія
Згідно з переписом 2010 року, у місті мешкало 64 097 осіб у 25 529 домогосподарствах у складі 16 368 родин. Густота населення становила 1025 осіб/км².  Було 29144 помешкання (466/км²).
Расовий склад населення:
| - 67,9 % — білих - 17,6 % — чорних або афроамериканців - 0,5 % — корінних американців - 0,4 % — азіатів - 8,3 % — осіб інших рас |

До двох чи більше рас належало 5,4 %. Частка іспаномовних становила 25,2 % від усіх жителів.
За віковим діапазоном населення розподілялося таким чином: 26,7 % — особи молодші 18 років, 59,4 % — особи у віці 18—64 років, 13,9 % — особи у віці 65 років та старші. Медіана віку мешканця становила 36,8 року. На 100 осіб жіночої статі у місті припадало 90,5 чоловіків;  на 100 жінок у віці від 18 років та старших — 86,6 чоловіків також старших 18 років.
Середній дохід на одне домашнє господарство  становив 46 700 доларів США (медіана — 35 042), а середній дохід на одну сім'ю — 54 450 доларів (медіана — 42 702). Медіана доходів становила 40 347 доларів для чоловіків та 30 574 долари для жінок. За межею бідності перебувало 27,0 % осіб, у тому числі 43,6 % дітей у віці до 18 років та 10,8 % осіб у віці 65 років та старших.
Цивільне працевлаштоване населення становило 25 513 особи. Основні галузі зайнятості: освіта, охорона здоров'я та соціальна допомога — 22,6 %, виробництво — 18,8 %, роздрібна торгівля — 12,0 %, мистецтво, розваги та відпочинок — 10,0 %.